# Kisszolyvai-hágó
A Kisszolyvai-hágó (ukránul: Скотарський перевал [Szkotarszkij pereval], az ukrán földrajzi szakirodalomban Volóci-hágó, ukránul Воловецький перевал) az Északkeleti-Kárpátok egyik hágója.

## Földrajz

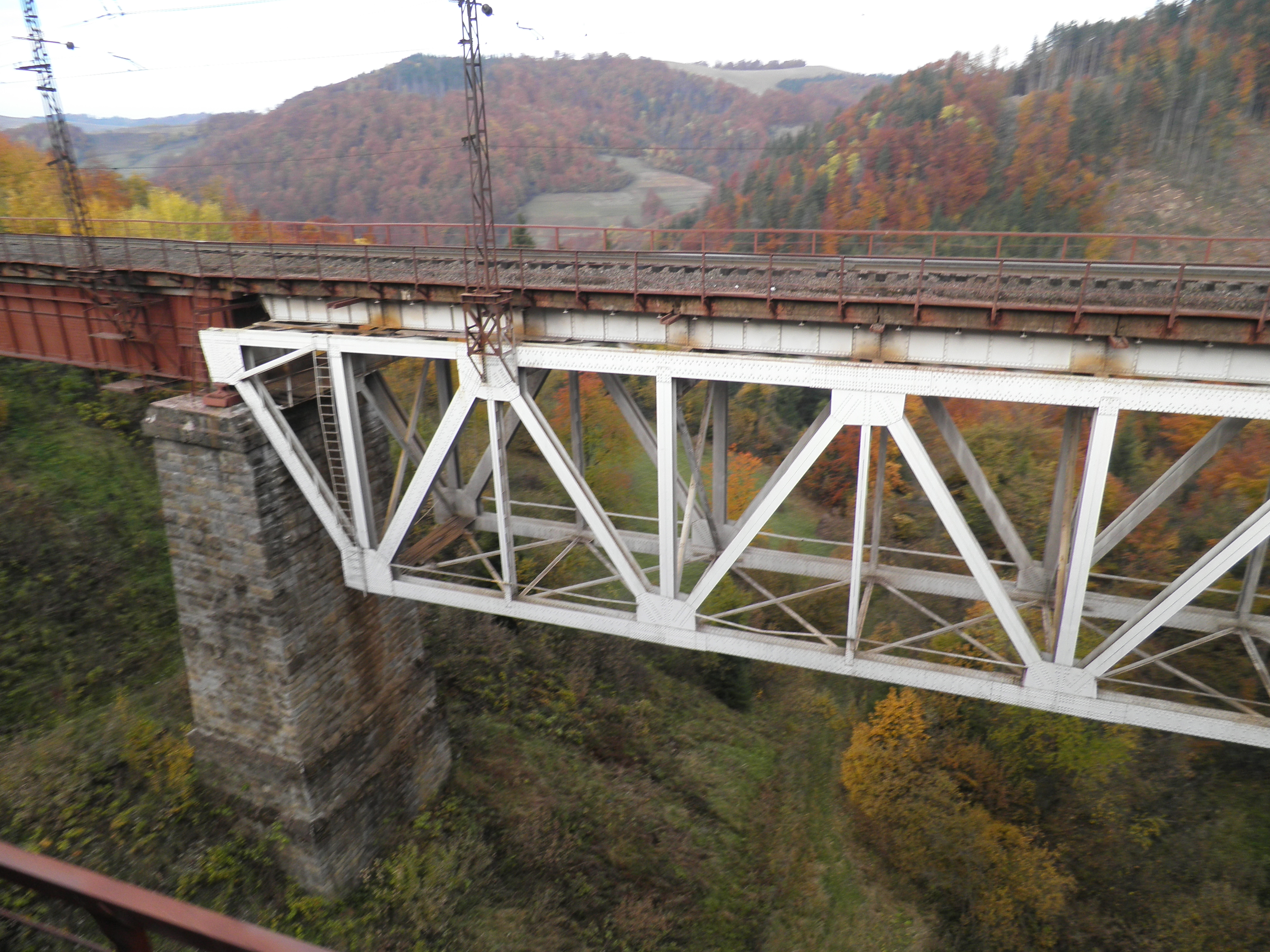
Vasúti híd

A gerincen, a Lvivi területen található Opor és a kárpátaljai Vicsa folyók völgye között helyezkedik el. A hágó tengerszint feletti magassága 1014 méter.

## Történelem
A hágó térsége az Árpád-vonal részét képezte, területén súlyos harcokat folytattak a második világháborúban.

## Közlekedés
A hágó alatt halad keresztül a Munkács–Lviv-vasútvonal a Beszkidi alagútban.